# Сац Ілля Олександрович
Ілля́ Олекса́ндрович Са́ц (1875—1912) — російський диригент, композитор та віолончеліст.

## Життєпис
Народився 1875 року в Чорнобилі, до школи ходив в Радомислі. Виростав з чотирма сестрами та братом. 1885 року з батьками переїздить до Чернігова — там його батько Олександр Миронович був присяжним повіреним. Навчався в Чернігівській класичній чоловічій гімназії, однак більше його приваблювало годинами слухати виступи духового оркестру. У цьому його підтримував лише учитель співів, він повідомив батькам про хист у хлопчика. Ілля з вдячності вчителю ретельно займався із малоздібними учнями, в гімназії ж бував нечасто — його терпіли, бо серед гімназистів найкраще знав латину й грецьку мову. Іллю залишають на другий рік, а 1890 року виключають з гімназії, відносини з батьками стають напруженими, він втікає з дому. Приїздить до Києва, жив впроголодь, ночував на вулиці чи вокзалі. Працював вантажником, носильником, посильним, зняв кімнатку. Проте продовжував мріяти про музику. Для здійснення мрій здає іспити на зрілість та вступає до Київського музичного училища. Після цього кращають відносини з батьком, родина переїздить до Києва. 1897 року закінчує Київське музичне училище, 1899-го по класу віолончелі — Московську консерваторію, у Сергія Танєєва.
1899 року на Поволжі спалахує голод, Ілля перериває підготовку до іспитів та збирається вирушити допомагати голодуючим. Його прагнення помічає Лев Толстой та доручає Сацу відвезти зібрану ним суму грошей, на них було відкрито їдальні для голодуючих. При цьому Ілля виголошує противладні промови. За порадою товаришів та по узгодженню з батьком виїздить у Францію в Монпельє, де знайомиться з Ганною Михайлівною Щастною, котра вчилася співу (її брат — Олексій Щастний). Ілля приймає рішення поглибити стосунки з Ганною, для цього повертається до Москви закінчити навчання. У московській квартирі Іллі проводяться обшуки, він вирішує не випробовувати долю та виїздить до Іркутська.
В Іркутську у швидкому часі Ілля засновує хор, слава про який доходить й до Москви. До Іркутська приїздить Ганна Щастна, незважаючи на застереження батька — генерала Щастного Михайла Івановича. Згодом відносини доньки й батька пом'якшуються. 27 серпня 1903 у Ганни й Іллі народжується донька Наталія. 1904 року родина з Іркутська переїздить до Москви, Ілля засновує гурток студентів та здійснює постановку опери «Євгеній Онєгін» (спільно із Леопольдом Сулержицьким, схвально сприйняту московською публікою.
1905 року Ілля Сац отримує пропозицію Московського художнього театру написати музику до твору Моріса Метерлінка «Смерть Тентагіля», постановку здійснив Всеволод Мейєрхольд. Один із засновників московської Студії на Поварській, де художньою частиною завідував Микола Сапунов. Після закриття студії Станіславський покликав Іллю до себе. 1906 року Сац очолює музичну частину МХАТу, де здійснив блискучі постановки «Синього птаха» та Шекспірівського «Гамлета», до яких сам і написав музику. Також 1907 року здійснив музичне вирішення спектаклів «Драма життя» й «Життя Людини», 1909 — «Анатема», 1910 — «Miserere» (по п'єсі Семена Юшкевича, 1911-го — «У життя в лапах». Цього часу створив солоспіви на слова багатьох російських поетів, деякі виконувала Надія Плевицька. Також писав опери-комедії для московських кабаре «Летюча миша» та «Криве дзеркало».
1909 року з його ініціативи в Москві засновується товариство «Музика народу». Ілля Сац у липні 1910 року товариством відряджений до Чернігова — аби записав твори лірників Чернігівщини. Перебував в селі Полошки, де в тому часі перебували дружина з доньками Наталею й Ніною. В Полошках Сац записав 13 пісень, загалом записано 30 творів, одне весілля.
Помер в жовтні 1912 року. Відспіваний в московській церкві Святого Георгія на розі Великої Дмитрівки. Коли тіло Саца провозили біля Художнього театру, оркестр заграв похоронний марш — написаної з музики до «Гамлета». З промовою виступив Немирович-Данченко, по тому оркестр з 200 музикантів під керівництвом Сергія Рахманінова заграв музику із «Синього птаха». Похований на Новодівочому кладовищі.
1915 року Ганна Сац передала музично-етнографічній комісії зошит Іллі із записами лірницьких пісень Чернігівської губернії.